# Клан Мактавиш
Мактавиш (англ. MacTavish) — один из [[[Кланы Шотландии|кланов]] горной части Шотландии.

## Происхождение
У Мактавишей и Кэмпбеллов, возможно, общие корни. Клан Мактавиш называет своим родоначальником Тависа Койра, незаконного сына Колина Мэла Мэйта и дочери лорда Суибне. О Койре не известно ничего определённого, но о нём часто упоминают хронисты. В частности, в генеалогии Кэмпбеллов, составленной в XVII веке, утверждается, что сводный брат Койра, Гиллеспик или Арчибальд, был родоначальником Кэмпбеллов, а другой брат, Айвер — Макайверов.
Аластэр Кэмпбелл считает, что основателем клана Мактавишей является не полулегендарный Койр, а историческая фигура, сэр Томас Кэмбел. Того же мнения придерживается Дэвид Селлар.
Сэр Томас Кэмбел упоминается в списке кинтайрских землевладельцев за 1292 год. Его подпись («Томас Кэмбел, королевский подданный из Пертшира») присутствует в Рагманских свитках 1296 год. В 1324 году, скорее всего, после его смерти, его сын Дункан получил от короля земли в Аргайле, и в 1355 году уже был известен как Дунканус МакТамэйс.
Мактавиши несколько веков жили в крепости Данардри, хотя точно не известно, кто и когда именно её построил. Она определённо уже существовала в 1634 году, в 1704 году была перестроена. Сейчас на её месте ничего нет, так как её затопил Кринанский канал.